# Psammotettix sierraenevadae
Psammotettix sierraenevadae är en insektsart som beskrevs av Dlabola 1980. Psammotettix sierraenevadae ingår i släktet Psammotettix och familjen dvärgstritar. Inga underarter finns listade i Catalogue of Life.